# Claude Nyamugabo Bazibuhe
Claude Nyamugabo Bazibuhe, né le 2 février 1972 à Bukavu, est un homme politique congolais (RDC). Il est notamment ministre de l'environnement et du développement durable dans le gouvernement Ilunga entre septembre 2019 et avril 2021.  

## Biographie
Originaire de Kabare (Sud Kivu), Claude Nyamugabo Bazibuhe est un cadre du PPRD. 
D'octobre 2017 à mars 2019 il est  gouverneur de la province du Sud-Kivu,.
Il est ministre des PME (Petites et Moyennes Entreprises) dans le gouvernement Muzito I entre 2008 et 2010.